# Peter A. Haub

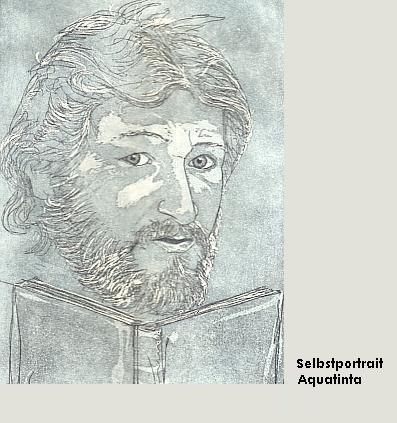
Peter A. Haub

Peter A. Haub (* 1946 in Bayreuth) ist ein deutscher Maler und Bildhauer.

## Leben
Haub hatte mit neun Jahren seine erste Ausstellung im Alten Schloss in Bayreuth, zusammen mit seinem Vater. Nach Abschluss der Schule und einer Handwerkslehre arbeitete er als Jungfilmer und im erlernten Beruf. Danach erfolgte eine Verlegung des Wohnsitzes nach Andalusien. Seither hatte Haub Ausstellungen im In- und Ausland. Während seiner „Spanienzeit“ entstanden hauptsächlich großformatige Ölbilder, die deutlich von seinem großen fränkischen Vorbild Albrecht Dürer beeinflusst sind. In der Folgezeit widmete er sich größtenteils kleineren Formaten.
Haubs Stil wandelte sich vom Naturalisten über surrealistische Versuche, hin zu einem ganz eigenen Realismus, der ihm erlaubt, seine Anliegen deutlich auszudrücken.
Ab 1984 lebte er wieder in Bayreuth. Hier entstanden unter anderem die Serigrafie-Mappe „Clowns-Gedichte“ und Serigrafien zu „es brennt nicht der Engel“, Linol- und Holzschnitte zur Engelsreihe und die Radierungen zu dem Antikriegszyklus „Kosovo“. In dieser Zeit schuf er auch seine bibliophilen Bücher in Zusammenarbeit mit den Schriftstellern Günter Kunert, Dorothee Sölle und Wolf Peter Schnetz. Zuletzt arbeitete Haub an den Radierblättern zu Immermanns „Fränkische Reise“.
Während dieser Zeit übte er mehrere Lehrtätigkeiten aus. Er war Dozent an der Volkshochschule Erlangen und Bayreuth, Lehrbeauftragter an der Kulturwissenschaftlichen Fakultät der Universität Bayreuth und unterrichtete am Graf-Münster-Gymnasium, am Wirtschaftswissenschaftlichen Gymnasium und am Humanistischen Gymnasium Christian-Ernestinum in Bayreuth Kunsterziehung.
Seit den 2010er Jahren lebt und arbeitet Haub zurückgezogen auf seinem Bauernhof in Warmensteinach im Fichtelgebirge, Landkreis Bayreuth.

## Werke
- 1984: Bayreuther Kunstszene, Fränkische Kunst (Burg Nürnberg), Eskilstuna (Schweden)
- 1985: Galerie Kleinweidenmühle (Nbg), Kulmbacher Kulturwoche (Vereinshaus), Zeitgenössische Kunst in Franken (Schloss Pommersfelden)
- 1986: Rathäuser Bayreuth und Forchheim, Wladimir (ehem. UdSSR)
- 1987: Festhalle Viersen, Villa Wahnfried Bayreuth, Galerie Raeder (Erlangen)
- 1989: Bürgerzentrum Münchberg, Leipziger Buchmesse (Buch, Serigrafie „Clowns“)
- 1991: Deutsches Freimaurer-Museum zusammen mit Otmar Alt
- 1992: Museum Bayerisches Vogtland (Hof), HG des Künstlerbuches „es ist als müsste ich brennen“, u. a. mit Dorothee Sölle und Günter Kunert
- 1992: Ehrung Richard von Weizsäcker (Bundespräsident)
- 1993: Lesungen und Ausstellungen in Bayreuth (BAT-Casino), Theater Plauen, Theatercafe Erlangen, Werkbühne Kronach, Literaturarchiv Sulzbach-Rosenberg
- 1993: Bayer. Rundfunk 1. Programm, SW-Funk Baden-Baden, Stadtschloss Lichtenfels, Logenhaus Fürth, Rosenthaltheater Selb
- 1994: SOS-Kinderdorf Immenreuth, Städtische Galerie Kronach, „Lukas-Maler“ von Kronach, Stadtbebilderung und Kunstsäulen in Bayreuth, Galerie Settee (Fürth)
- 1994: Rathaus Bayreuth (800-Jahrfeier), größtes Lukas Cranach-Portrait der Welt zusammen mit 500 „Gehilfen“
- 1996: Wanderausstellung zu Tschernobyl, Rathaus Bayreuth
- 2017: Retrospektive im Eishaus in Neudrossenfeld

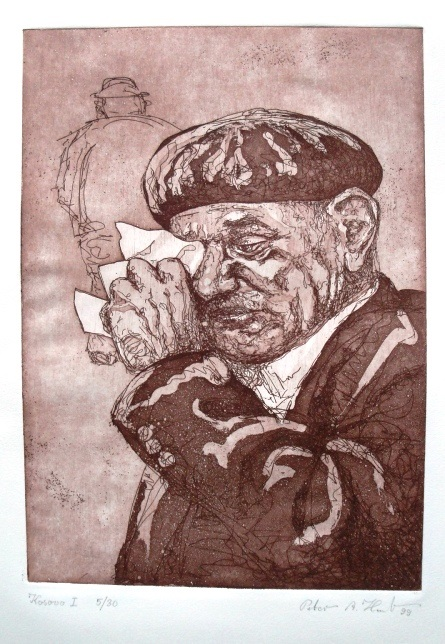
Bildwerk Kosovo I
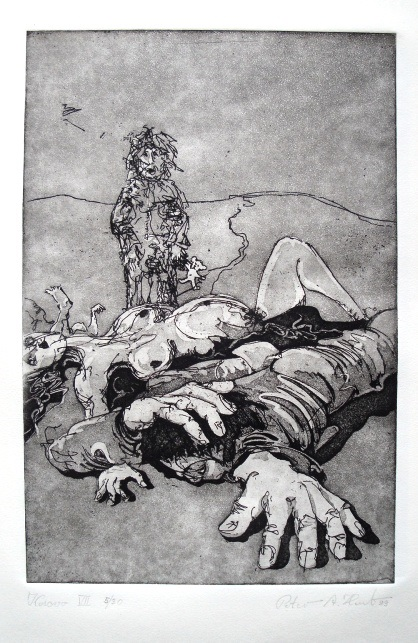
Bildwerk Kosovo VII
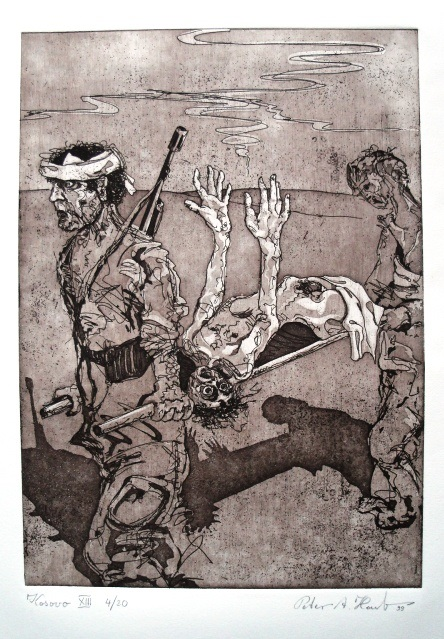
Bildwerk Kosovo XIII
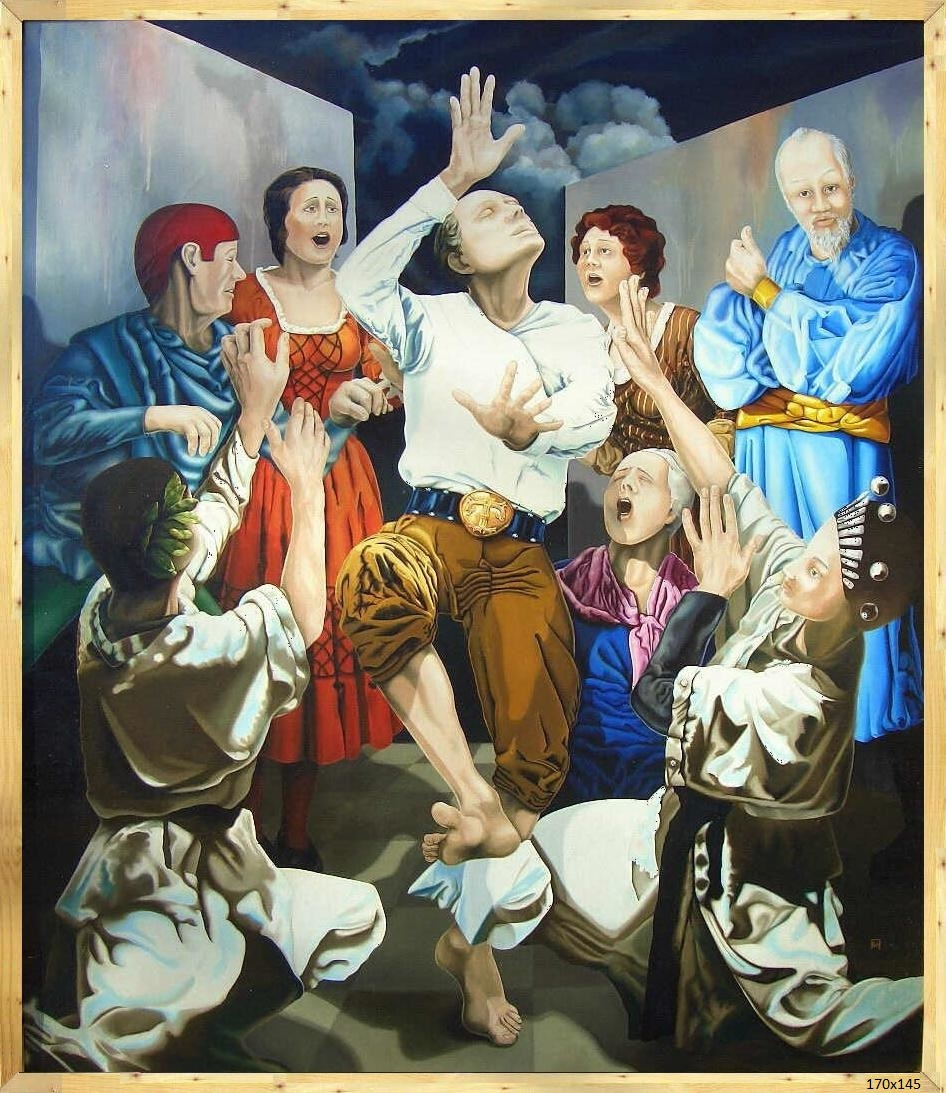
Die sieben Plagen